# Cheick Diallo
Cheick Diallo (Kayes, 13 de septiembre de 1996) es un baloncestista maliense que pertenece a la plantilla de los Kyoto Hannaryz de la B.League japonesa. Con 2,03 metros de estatura, juega en la posición de ala-pívot.

## Trayectoria deportiva

### Universidad
Tras participar en 2015, en su etapa de instituto, en el prestigioso McDonald's All-American Game, donde consiguió ser elegido MVP tras lograr 18 puntos y 10 rebotes, jugó una temporada con los Jayhawks de la Universidad de Kansas, en la que promedió 3,0 puntos y 2,5 rebotes por partido.

#### Estadísticas
| Año     | Equipo | PJ | PT | MPP | %TC  | %3P  | %TL  | RPP | APP | ROB | TPP | PPP |
| ------- | ------ | -- | -- | --- | ---- | ---- | ---- | --- | --- | --- | --- | --- |
| 2015–16 | Kansas | 27 | 1  | 7.5 | .569 | .000 | .556 | 2.5 | .0  | .3  | .9  | 3.0 |

### Profesional
Fue elegido en la trigésimo tercera posición del Draft de la NBA de 2016 por Los Angeles Clippers, pero fue traspasado a New Orleans Pelicans a cambio de las elecciones 39 y 40, David Michineau y Diamond Stone. Debutó en la liga el 29 de octubre de 2016, en un partido ante San Antonio Spurs, logrando un rebote y un tapón.
Tras 3 años en New Orleans, el 17 de julio de 2019 firmó un contrato de dos temporadas con Phoenix Suns.
El 2 de febrero de 2021, firma por el BC Avtodor Saratov de la VTB League. Pero el 20 de abril, firma por el Urbas Fuenlabrada de la Liga Endesa hasta final de temporada.
El 7 de noviembre de 2021 fichó por el Motor City Cruise de la G League. Con los que disputa 13 encuentros, promediando 14,4 puntos por partido, antes de ser reclamado, con un contrato de 10 días, por Detroit Pistons el 23 de diciembre, y debutando ese mismo día ante Miami Heat. Al término del mismo, el 3 de enero, y tras tres encuentros con los Pistons, regresó a los Cruise.
El 1 de mayo de 2022, firma por los Cangrejeros de Santurce de la BSN. Pero en julio se marcha a Japón a firmar por los Kyoto Hannaryz de la B.League.

## Estadísticas de su carrera en la NBA

### Temporada regular
| Año     | Equipo      | PJ  | PT | MPP  | %TC  | %3P  | %TL  | RPP | APP | ROB | TPP | PPP |
| ------- | ----------- | --- | -- | ---- | ---- | ---- | ---- | --- | --- | --- | --- | --- |
| 2016-17 | New Orleans | 17  | 0  | 11.7 | .474 | –    | .714 | 4.3 | .2  | .2  | .4  | 5.1 |
| 2017-18 | New Orleans | 52  | 0  | 11.2 | .580 | –    | .758 | 4.1 | .4  | .2  | .4  | 4.9 |
| 2018-19 | New Orleans | 64  | 1  | 14.0 | .620 | .250 | .746 | 5.2 | .5  | .5  | .5  | 6.0 |
| 2019-20 | Phoenix     | 47  | 2  | 10.2 | .648 | .333 | .872 | 2.8 | .5  | .2  | .3  | 4.7 |
| Total   | Total       | 180 | 3  | 12.0 | .598 | .286 | .772 | 4.2 | .4  | .3  | .4  | 5.3 |

### Playoffs
| Año   | Equipo      | PJ | PT | MPP | %TC  | %3P | %TL | RPP | APP | ROB | TPP | PPP |
| ----- | ----------- | -- | -- | --- | ---- | --- | --- | --- | --- | --- | --- | --- |
| 2018  | New Orleans | 7  | 0  | 6.9 | .417 | -   | -   | 1.3 | .0  | .1  | .1  | 1.4 |
| Total | Total       | 7  | 0  | 6.9 | .417 | -   | -   | 1.3 | .0  | .1  | .1  | 1.4 |